# The Straits Times

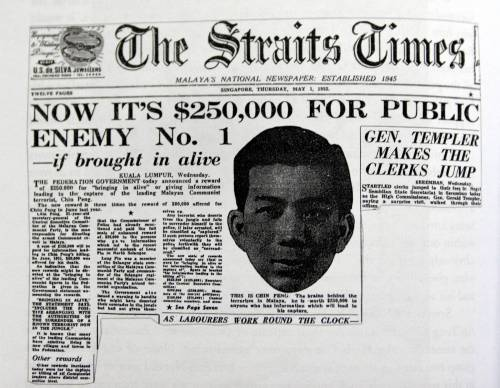
The Straits Times 1 maj 1952, med en efterlysning av den kommunistiska gerillaledaren Chin Peng.

The Straits Times är en engelskspråkig singaporiansk dagstidning, tryckt på broadsheetformat och med en upplaga på cirka 400 000 exemplar landets största tidning. Tidningen ägs av mediegruppen Singapore Press Holdings.
The Straits Times grundades 1845 av armeniern Catchick Moses, och hade då fokus även på den malaysiska delen av den dåvarande brittiska kolonin Straits Settlements i Brittiska Malaya. Vid Singapores självständighet kom tidningen att bli en uteslutande singaporiansk publikation, och New Straits Times bildades som en avknoppning för den malaysiska marknaden.